# Adam Olszewski
Adam Olszewski, ps. Hetman (ur. 30 grudnia 1879 w Wólce Olszewskiej w Płockiem, zm. 22 maja 1968 w Chicago) – działacz socjalistyczny, wydawca, redaktor, publicysta polonijny w USA. 

## Życiorys
Urodził się w rodzinie Karola i Marii z Raczyńskich. W młodości związany był z PPS, brał udział w Rewolucji 1905 roku. W 1906 wyemigrował do USA. Działał tam w ruchu związkowym i socjalistycznym. Współpracownik wielu czasopism polonijnych w USA. 
Był mężem Heleny (ur. 1898), ojcem Jeanette (ur. 1922) i Karola (ur. 1923). 
Pochowany na cmentarzu św. Wojciecha w Chicago. 

## Wybrane publikacje
- Historya Związku Narodowego Polskiego i rozwój ruchu narodowego polskiego w Ameryce Północnej, t. 2–6, Chicago 1963–1967.